# Paridea apicalis
Paridea apicalis es una especie de insecto coleóptero de la familia Chrysomelidae. Fue descrita en 1886 por Jacoby.